# Yū Hanaguruma
Yū Hanaguruma (花車 優?, Hanaguruma Yū; Sakaide, 28 gennaio 2000) è un nuotatore giapponese, specializzato nello stile rana.

## Biografia
Si è messo in mostra ai Giochi olimpici giovanili di Buenos Aires 2018, dove ha vinto l'oro nei 200 m rana e il bronzo nella stafetta mista 4x100 m misti con Miku Kojima, Taku Taniguchi, Shinnosuke Ishikawa e Nagisa Ikemoto.
Ai mondiali di Budapest 2022 ha vinto l'argento nei 200 m rana, concludendo ad ex aequo con lo svedese Erik Persson, alle spalle dell'australiano  Zac Stubblety-Cook.

## Palmarès
- Mondiali

Budapest 2022: argento nei 200 m rana.
- Universiadi

Chengdu 2023: argento nei 200m rana, bronzo nella 4x100m misti.
- Giochi olimpici giovanili

Buenos Aires 2018: oro nei 200 m rana; bronzo nella 4x100 m misti mista.